# Attiswil
Attiswil är en ort och kommun i distriktet Oberaargau i kantonen Bern, Schweiz. Kommunen har 1 549 invånare (2023).

## Geografi
Attiswil är en kommun i kantonen Bern och ligger mycket vackert vid foten av den första kedjan i Jurabergen mellan 423 m och 1 081 m över havet. Det är en tämligen stor by i kantonens nordöstra del på gränsen mot kantonen Solothurn. Under den senaste istiden täcktes området av Rhôneglaciären som lämnade flera flyttblock i området, framför allt Fristenen (Freistein) nära kyrkan, en menhir, och Bernska stenen (Berner Stein) i Burch skogen på sluttningen vid östra kommungränsen. 
Marken är mycket lämplig för jordbruk. Det finns bördig åkerjord och ängar på slätten och på de nedre sluttningarna och betesmarker på de övre sluttningarna, och mestadels på sluttningarna upp till högarna finns det ett stort skogsområde som äges och sköts av borgarkommunen. Borgarkommunen omfattar ungefär en tredjedel av befolkningen – övervägande de gamla ätterna som har varit bosatta i byn för 150 år eller mycket längre.

## Lantbruk och skogsbruk
Skogen omfattar mer än 200 hektar en består till hälften av bokar, till en fjärdedel av röda granar, till en tiondel av silvergranar och för övrigt tallar, vilda körsbärsträd, lönnar, askar och ekar. Borgarkommunen utnyttjar även en stor tillgång av grus i moränen i närheten av floden Aare som bildades under den senaste istiden.  
Lantbruk har fortfarande stor betydelse. Det finns tjugotre bondgårdar i samhället. Många av bönderna åker till marknaden i Solothurn på onsdagar och lördagar och säljer grönsaker och frukt. Ytan som ägnas åt grönsaker har alltid varit betydande och har ökats under de senaste åren. Det finns även stora fruktträdgårdar i byn med många körsbär- och äppelträd. Två bondefamiljer ägnar sig huvudsakligen åt äppelträd och säljer skörden vida i landet.  
Attiswil hade tidigare ett eget mejeri där mjölk tillverkades till Emmentaler Ost, grädde, smör och yoghurt, men den stängdes 2005.  Många bönder är dock fortfarande sysselsatta med boskapsskötsel, och en av bönderna uppföder en internationellt bekant ras som heter Simmentaler.   

## Hantverk och industri
Hantverkare har givetvis alltid funnits i Attiswil, men år 1881 grundades cellulosafabriken Attisholz som trots namnet inte ligger i kommunens område utan i Riedholz fyra kilometer väster om samhället. Många småbönder fann arbetsplatser där, och det var början av industrialiseringen i Attiswil. (Cellulosafabriken uppköptes år 1999 av det norska företaget Borregaard. Den stängdes i slutet av år 2008.) 
År 1918 invigdes SNB-järnvägen mellan Solothurn och Niederbipp så att Attiswil fick anknytning till landets järnvägsnät. Det blev nu möjligt för folk att pendla till Solothurn och andra städer och tätorter för att arbeta där. 
I den lokala industrin dominerar olika yrken i byggnadshantverket. 

## Historia
Det äldsta fornminnet som finnes i Attiswil är en menhir som heter Freistein (Fristenen) utanför kyrkan.  Den hade förmodligen religiös betydelse i forntiden. Området befolkades av kelter som koloniserades av romarna.  Från den romerska tiden finns det rester av flera byggnader. På en skogbevuxen kulle nära byn finns stenar som hänvisar till en tidigare riddarborg som emellertid inte nämnes i historiska dokument. 
Attiswil bosattes efter folkvandringen av alemanner på 600- eller 700-talet. Det finns liknande namn på tätorter i södra Tyskland, såsom Attenweiler. Reden år 1252 fanns det en släkt från Attiswil som var stadsborgare i den närbelägna staden Solothurn, och därmed första dokumentet som bevisar Attiswils existens. Riddare Heinrich var även stadens borgarmästare. 
I medeltiden tillhörde Attiswil det härad som kallades Amt Bipp (Bipperamt) i Basel stiftet, medan däremot området Balm väster om ån Sigger låg i stiftet Lausanne. Det var grevarna Froburg som härskade över området Bipp, men de avlöstes av grevarna Neuenburg-Nidau, Thierstein och Kyburg. Grevarna Kyburg var äntligen tvungna att pantsätta det till huset Habsburg. I året 1513 kom Amt Bipp under Berns och Solothurns gemensamma styre, och 1463 blev det en del av staten Bern. 
Före reformationen år 1533 tillhörde Attiswil Flumenthal socken i staten Solothurn, därefter bytte det till Oberbipp socken. Sedan dess har Attiswil alltid tillhört kanton Bern, men har dock alltid haft ett gott förhållande med grannarna i kanton Solothurn.